# 황혼에서 새벽까지
《황혼에서 새벽까지》(영어: From Dusk Till Dawn)는 1996년에 공개된 액션 공포 영화이다. 로버트 로드리게스과 연출과 편집을 맡고, 쿠엔틴 타란티노가 각본을 썼다. 조지 클루니, 하비 카이텔, 쿠엔틴 타란티노, 줄리엣 루이스, 살마 하예크 등이 출연하였다.
이 영화는 1996년에 아일랜드 공화국에서 개봉 금지령을 받았으나 2004년 18세 미만 관람 불가 등급으로 비디오 출시가 허가 되었다.
컬트 팬층이 생기면서 프랜차이즈화되었다. 1999년 속편 《황혼에서 새벽까지 2》, 프리퀄 《황혼에서 새벽까지 3》이 나왔으며, 2001년 동명 3인칭 슈팅 비디오 게임이 발매되었다. 또한 2014년부터 2016년까지 총 3 시즌이 진행된 동명 텔레비전 시리즈가 방영되었다. 2021년 1월 21일 애니메이션 시리즈를 개발 중이라는 소식이 보도되었다.

## 줄거리
리치 게코는 텍사스에서 수감 중인 형 세스 게코의 탈옥을 도와준다. 당시 형제는 은행을 털고 총으로 사람들을 죽인 혐의로 FBI를 피하는 중이었다. 형 세스는 냉혈하고 무자비한 악당이며 동생 리치는 망상에 시달리는 살인범이자 성범죄자이다.
이 영화는 두 형제가 권총 강도로 돌변해 주류점을 터는 장면에서 시작된다. 둘은 주류점 점원과 보안관을 살해한다. 폭발하는 주류점을 뒤로 한 채 리치는 조용히 도로지도만 사서 나왔어야 한다고 말하고 이에 대해 말싸움이 시작된다.
이후 게코 형제는 인질인 여성 은행 점원과 함께 모텔에 투숙한다. 세스가 식량을 구하러 나간 사이 리치는 사이코패스 기질로 인해 여성을 강간하고 살해한다.
한편 사고로 아내가 죽으면서 신앙을 잃은 제이컵과 딸 케이트, 아들 스콧이 캠핑카를 타고 게코 형제가 묵는 곳에 휴가를 온다. 제이컵 때문에 가족들은 기어이 형제들이 있는 모텔에 투숙을 하는데 결국 이 악덕한 형제들로부터 납치를 당한다. 세스는 자신들이 맥시코로 넘어가는 것을 도와준다면 살려주겠다고 협박한다.
결국 이 다섯 명은 멕시코로 넘어가는 데 성공하고 세스의 친구를 만나기 위해 다음날 아침까지 스트립 클럽 티티 트위스터에서 기쁨에 젖은 채 술을 마시기 시작한다. 그러나 갑자기 흡혈귀들의 습격으로 술집이 난장판이 되기 시작하는데...

## 출연
- 하비 카이텔 - 제이컵 풀러 역
- 조지 클루니 - 세스 게코 역
- 쿠엔틴 타란티노 - 리처드 "리치" 게코 역
- 줄리엣 루이스 - 캐서린 "케이트" 풀러 역
- 어니스트 류 - 스콧 풀러 역
- 살마 하예크 - 산타니코 판데모니움 역
- 마크 로런스 - 올드 타이머 모텔 주인 역
- 치치 매린 - 국경 수비대원 / 쳇 푸시 / 카를로스 역
- 마이클 파크스 - 텍사스 레인저 얼 맥그로 역
- 켈리 프레스턴 - 뉴스 진행자 켈리 호그 역
- 톰 서비니 - 섹스 머신 역
- 존 색슨 - FBI 요원 스탠리 체이스 역
- 대니 트레이호 - 레이저 찰리 역
- 프레드 윌리엄슨 - 프로스트 역
- 존 호크스 - 피트 보텀스 역
- 티토 & 타란툴라 - 더 티티 트위스터 하우스 밴드 역

## 기타 제작진
- 공동 제작: 엘리자베스 아베얀, 존 에스퍼지토, 폴 헬러먼, 로버트 커츠먼
- 배역: 일레인 J. 허자, 조해나 레이
- 미술: 세실리아 몬티엘
- 세트: 펠리페 페르난데스 델파소
- 의상: 그라시엘라 마손

## 시청 등급
- 대한민국: 미성년자 관람 불가